# Função vectorial
Em geral, pode-se dizer que uma função é uma regra que associa cada elemento de seu domínio a um elemento da sua imagem.

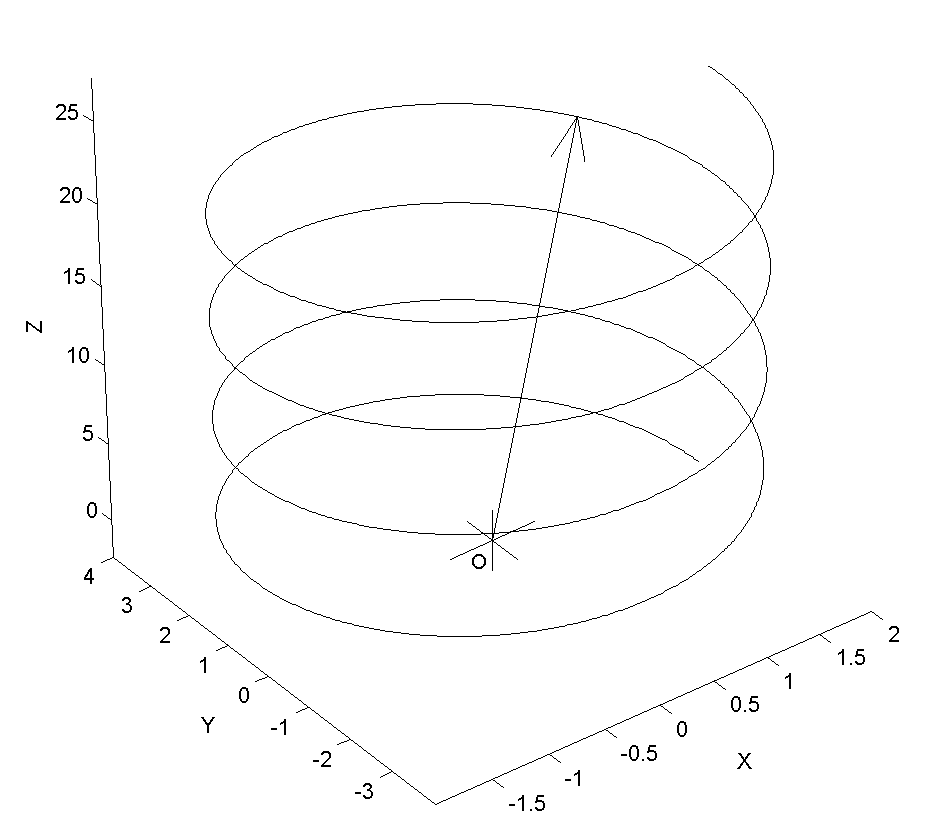
Gráfico da função vectorial r(t) = <2 cos t, 4 sin t, t> indicando um conjunto de soluções e o vector quando valorado próximo a t = 19.5

Uma função vetorial (ou função a valores vetoriais) é uma função matemática de uma ou mais variáveis cuja imagem é um conjunto de vetores multidimensionais, enquanto o domínio é um conjunto de números reais. A área da matemática responsável pelo estudo das funções vectoriais é a análise vectorial e estudos de tais funções podem ser encontrados em livros de Cálculo e de Análise Real.

## Definição
Uma Função Vetorial é uma função, que denotaremos por f, deﬁnida num subconjunto I de R a valores num subconjunto de um espaço vetorial real, ou seja,
{\displaystyle \mathbf {f} } : I ⇒ R³;	   t ⇒ {\displaystyle \mathbf {f(t)} } {\displaystyle =(f1(t),f2(t),f3(t)),}
em que:
- {\displaystyle f1(t)}, {\displaystyle f2(t)}, {\displaystyle f3(t)} são as funções componentes de {\displaystyle f};
- I corresponde ao intervalo da reta de número reais tomada como o domínio da função vetorial;
- f corresponde ao conjunto de todos os valores para os quais as componentes estão definidas, possíveis de serem assumidos para t.

Um exemplo comum de uma função vectorial é quando ela depende de um único parâmetro real t, que geralmente representa o tempo, produzindo um vector espacial {\displaystyle v(t)} como resultado. Em termos dos vectores unitários padrões {\displaystyle \mathbf {i} }, {\displaystyle \mathbf {j} } e {\displaystyle \mathbf {k} } de um espaço cartesiano, estes tipos específicos de funções vectoriais são dadas por expressões do tipo:
- {\displaystyle \mathbf {r} (t)=f(t)\mathbf {i} +g(t)\mathbf {j} };
- {\displaystyle \mathbf {r} (t)=f(t)\mathbf {i} +g(t)\mathbf {j} +h(t)\mathbf {k} }

onde {\displaystyle f(t)}, {\displaystyle g(t)}, {\displaystyle h(t)} são as funções coordenadas do parâmetro t. Estas funções são chamadas de funções coordenadas de {\displaystyle \mathbf {r} (t)}.
Funções vectoriais também podem ser descritas com uma notação específica:
- {\displaystyle \mathbf {r} (t)=\langle f(t),g(t)\rangle };
- {\displaystyle \mathbf {r} (t)=\langle f(t),g(t),h(t)\rangle }

## Norma de uma Função Vectorial
Considerando uma função vetorial da forma:
```
r
(t)=x(t)
i
+y(t)
j
+z(t)
k
```

Ela tem seu módulo, ou norma, definido pela raiz quadrada do produto escalar da função por ela mesma, como mostrado abaixo:
```
|
r
(t)
|
= 
(
r
(t) 
.
 
r
(t)
)
1/2
 = 
(
x(t)
2
 + y(t)
2
 + z(t)
2
)
1/2
```

## Limites e Continuidade
Dada uma função vetorial {\displaystyle \mathbf {r} (t)=f(t)\mathbf {i} +g(t)\mathbf {j} } definimos o limite de {\displaystyle \mathbf {r} (t)} quando {\displaystyle t} tende a {\displaystyle t_{0}} em cada uma das suas funções componentes, conforme segue:
{\displaystyle \lim _{t\to t_{0}}\mathbf {r} (t):=\left(\lim _{t\to t_{0}}f(t)\right)\mathbf {i} +\left(\lim _{t\to t_{0}}g(t)\right)\mathbf {j} }
Desde que os limites de cada um das funções existam. A definição de limite para funções vetoriais no espaço é análoga.
Dizemos, ainda, que {\displaystyle \mathbf {r} (t)} é contínua em {\displaystyle t=t_{0}} quando esta satisfaz as seguintes três propriedades:
- {\displaystyle t_{0}} pertence ao domínio de {\displaystyle \mathbf {r} (t)}
- existe o {\displaystyle \lim _{t\to t_{0}}\mathbf {r} (t)}
- {\displaystyle \lim _{t\to t_{0}}\mathbf {r} (t)=\mathbf {r} (t_{0})}

Dizemos que {\displaystyle \mathbf {r} (t)} é contínua quando ela é contínua em todo o seu domínio de definição. Observemos que é consequência imediata da definição que uma função vetorial é contínua se, e somente se, suas funções coordenadas são funções contínuas.

## Derivadas
Dada uma função vetorial {\displaystyle \mathbf {r} (t)=f(t)\mathbf {i} +g(t)\mathbf {j} } definimos a derivada de {\displaystyle \mathbf {r} (t)} em relação a {\displaystyle t} por:
{\displaystyle \mathbf {r} '(t)={\frac {d\mathbf {r} }{dt}}(t)=\lim _{t\to 0}{\frac {\mathbf {r} (t+h)-\mathbf {r} (t)}{h}}}
Dizemos que {\displaystyle \mathbf {r} (t)} é derivável (diferenciável) em {\displaystyle t=t_{0}} quando {\displaystyle \mathbf {r} '(t_{0})} existe. Além disso, dizemos que {\displaystyle \mathbf {r} (t)} é derivável (ou diferenciável) quando ela é derivável em todo o seu domínio de definição.
Segue da definição de derivada que {\displaystyle \mathbf {r} '(t)=f'(t)\mathbf {i} +g'(t)\mathbf {j} }. Além disso, vemos que {\displaystyle \mathbf {r} (t)} é derivável quando suas funções coordenadas são deriváveis. Vale resultado análogo para {\displaystyle \mathbf {r} (t)=f(t)\mathbf {i} +g(t)\mathbf {j} +h(t)\mathbf {k} }.

### Regras de derivação
Sejam {\displaystyle \mathbf {u} (t)} e {\displaystyle \mathbf {v} (t)} funções vetoriais diferenciáveis, {\displaystyle \mathbf {c} } um vetor constante, {\displaystyle f(t)} uma função escalar diferenciável e {\displaystyle c} um número real. Valem as seguintes regras de derivação:
- {\displaystyle {\frac {d\mathbf {c} }{dt}}=0}
- {\displaystyle {\frac {d}{dt}}\left[c\mathbf {u} (t)\right]=c{\frac {d\mathbf {u} (t)}{dt}}}
- {\displaystyle {\frac {d}{dt}}\left[f(t)\mathbf {u} \right]={\frac {df(t)}{dt}}\mathbf {u} (t)+f(t){\frac {d\mathbf {u(t)} }{dt}}}
- {\displaystyle {\frac {d}{dt}}\left[\mathbf {u} (t)\pm \mathbf {v} (t)\right]={\frac {d\mathbf {u} (t)}{dt}}\pm {\frac {d\mathbf {v} (t)}{dt}}}
- {\displaystyle {\frac {d}{dt}}\left[\mathbf {u} (t)\cdot \mathbf {v} (t)\right]={\frac {d\mathbf {u} (t)}{dt}}\cdot \mathbf {v} (t)+\mathbf {u} (t)\cdot {\frac {d\mathbf {v} (t)}{dt}}}
- {\displaystyle {\frac {d}{dt}}\left[\mathbf {u} (f(t))\right]=f'(t)\mathbf {u} '(f(t))}

O ponto "{\displaystyle \cdot }" na fórmula acima indica o produto interno entre vetores.

## Interpretação geométrica da derivada de uma função vetorial
Seja {\displaystyle \mathbf {r} (t)} o vetor posição de uma partícula em movimento no espaço bi ou tridimensional, dado por {\displaystyle \mathbf {r} (t)=f(t)\mathbf {i} +g(t)\mathbf {j} } ou {\displaystyle \mathbf {r} (t)=f(t)\mathbf {i} +g(t)\mathbf {j} +h(t)\mathbf {j} } assume-se que a função {\displaystyle \mathbf {r'} (t)} é a velocidade da partícula e, também, um vetor tangente à trajetória espacial descrita pela partícula em cada instante do tempo t.
Visto isso, como a primeira derivada da função r(t), é a velocidade do corpo em determinado tempo t, a segunda derivada da função, a {\displaystyle \mathbf {r''} (t)}, analogamente, corresponde à sua aceleração. 

## Integrais
Dada uma função vetorial {\displaystyle \mathbf {r} (t)}, definimos sua integral indefinida em relação a {\displaystyle t} por:
{\displaystyle \int \mathbf {r} (t)dt=\mathbf {R} (t)+\mathbf {c} }
onde {\displaystyle \mathbf {R} (t)} é uma primitiva de {\displaystyle \mathbf {r} (t)}, i.e. {\displaystyle \mathbf {R} '(t)=\mathbf {r} (t)}, e {\displaystyle \mathbf {c} } é um vetor indeterminado.
Além disso, se {\displaystyle \mathbf {R} (t)} é qualquer primitiva de {\displaystyle \mathbf {r} (t)} no intervalo {\displaystyle [a,~b]}, então a integral definida de {\displaystyle \mathbf {r} } de {\displaystyle a} a {\displaystyle b} é dada por:
{\displaystyle \int _{a}^{b}\mathbf {r} (t)dt=\mathbf {R} (b)-\mathbf {R} (a)}
que é o Teorema Fundamental do Cálculo para funções vetoriais.  Observamos, ainda, que se {\displaystyle \mathbf {r} (t)=f(t)\mathbf {i} +g(t)\mathbf {j} } com {\displaystyle f(t)} e {\displaystyle g(t)} funções integráveis em {\displaystyle [a,~b]}, então:
{\displaystyle \int _{a}^{b}\mathbf {r} (t)dt=\left(\int _{a}^{b}f(t)dt\right)\mathbf {i} +\left(\int _{a}^{b}g(t)dt\right)\mathbf {j} }.
Vale resultado análogo para {\displaystyle \mathbf {r} (t)=f(t)\mathbf {i} +g(t)\mathbf {j} +h(t)\mathbf {k} }.

## Categorias de Funções Vetoriais
Existem duas categorias de funções vetoriais: as que dependem de somente uma variável, da forma F(t); e as que dependem de múltiplas variáveis, onde se destacam os campos vectoriais. Esses são funções vectoriais mais gerais, dependentes simultaneamente, por exemplo, do tempo e de coordenadas espaciais. Como exemplo prático de campo vectorial tem-se o campo elétrico da forma E(x,y,z,t), onde "x", "y" e "z" representam as coordenadas espaciais e "t" o tempo.

## Aplicação
O conceito de funções vectoriais é aplicado em diversos ramos da Física e das Engenharias, dentre eles tem-se os conceitos de: velocidade, aceleração, força, torque, momento linear, momento angular, campo elétrico, campo magnético, campo gravitacional, equação do calor, equação da onda entre outros.